# Фарни, Анри
Анри Франсуа Фарни (фр. Henry François Farny, американский вариант имени — Генри Фарни; 1847—1916) — американский художник и иллюстратор французского происхождения, большинство картин которого посвящены жизни американских индейцев.

## Биография
Семья Фарни покинула Францию в 1853 году и эмигрировала в США, поселившись в городе Уоррен в штате Пенсильвания близ резервации племени сенека. Уже в детстве на Анри произвела большое впечатление жизнь индейцев, которых он встречал. Около 1859 году семья Фарни переехала в Цинциннати, штат Огайо. Здесь Анри (Генри) стал работать иллюстратором журналов и книг для детей. Когда ему было 18 лет, один из крупнейших журналов той эпохи Harper's Weekly опубликовал на развороте его пейзаж г. Цинциннати.
В 1867 году Анри отправился в путешествие по Европе и завершил своё образование в Германии, где в течение 3 лет он обучался в Дюссельдорфской академии художеств под руководством Г. Хартцога и Т. Рида, познакомился с А. Бирштадтом, который к тому времени уже был известен как пейзажист-индеанист.
Фарни вернулся в Цинциннати в 1870 году. Продолжил работать в качестве иллюстратора книг и журналов. В 1874 году вместе с Лафкадио Харном основал в Цинциннати еженедельный журнал по искусству и литературе Ye Giglampz, однако вышло лишь 9 выпусков журнала.
В 1881 году он отправился на Дикий Запад, чтобы встретиться с Сидящим Быком. Встреча, однако, состоялась лишь во время его второй поездки в 1883 году. Также Фарни выполнил портрет Джеронимо, вождя апачей, который собственноручно подписал тот портрет.

## Галерея изображений
- Разведчик из племени кроу
- Вождь Пятнистый Хвост
- Защита дилижанса
- Обсидиановая Гора, Йеллоустонский парк